# Associazione Calcio Codogno 1939-1940
Questa voce raccoglie le informazioni riguardanti l'Associazione Calcio Codogno nelle competizioni ufficiali della stagione 1939-1940.

## Rosa
| N. |                   | Ruolo | Calciatore            |
| -- | ----------------- | ----- | --------------------- |
|    | Italia (bandiera) | P     | Primo Acerbi          |
|    | Italia (bandiera) | D     | Angelo Arcari (II)    |
|    | Italia (bandiera) | A     | Carlo Battaglia       |
|    | Italia (bandiera) | C     | Giuseppe Bulloni      |
|    | Italia (bandiera) | C     | Francesco Bergamaschi |
|    | Italia (bandiera) | A     | Giovanni Bertuzzi     |
|    | Italia (bandiera) | C     | M. Brusaferri         |
|    | Italia (bandiera) | A     | Franco Bulloni        |
|    | Italia (bandiera) | D     | Giovanni Carminati    |
|    | Italia (bandiera) | D     | Antonio Cassoni       |
|    | Italia (bandiera) | C     | Lorenzo Chiodi        |
|    | Italia (bandiera) | A     | Domenico Cremonini    |
|    | Italia (bandiera) | P     | Bruno Dernini         |

| N. |                   | Ruolo | Calciatore             |
| -- | ----------------- | ----- | ---------------------- |
|    | Italia (bandiera) | D     | Giovanni Ferrari (III) |
|    | Italia (bandiera) | C     | Luigi Ferrari (IV)     |
|    | Italia (bandiera) | D     | Umberto Ferrari (I)    |
|    | Italia (bandiera) | D     | Vittorio Ferrari (II)  |
|    | Italia (bandiera) | A     | Francesco Fiorani      |
|    | Italia (bandiera) | D     | Pietro Ilari           |
|    | Italia (bandiera) | A     | Carlo Lazzari          |
|    | Italia (bandiera) | C     | Giuseppe Leoni         |
|    | Italia (bandiera) | D     | G. Marchini            |
|    | Italia (bandiera) | C     | Renato Mondani         |
|    | Italia (bandiera) | D     | Leone Nova             |
|    | Italia (bandiera) | D     | Andrea Segalini        |